# 山手トンネル
山手トンネル（やまてトンネル）は、首都高速道路中央環状線の大井JCT - 高松入口間にある道路トンネルである。
高松入口から順次開通・延伸され、2015年（平成27年）3月7日の全線開通によって、全長18.2kmとなった。道路トンネルとしては日本一の長さであり、世界でもノルウェーにあるラルダールトンネル（24.5km）に次いで2番目に長い。高速道路トンネルとしては世界一長い。

## 概要
首都高速中央環状線のうち、大井JCT - 高松間に位置し、大半の区間で山手通りの地下を通り、大井JCT - 五反田出入口間では目黒川の地下を通る。最深部は南品川換気塔付近で、地表から約55 mの深さになる。約7割の区間がシールド工法で建設されている。内回り・外回り各2車線。
中央環状新宿線の高松側より順次開通し、2015年3月7日の大井JCTまでの全線開通により関越自動車道の関越トンネル（全長:上り線11,055 m、下り線10,926 m）を抜き、日本最長の道路トンネルとなった。
開通当初から5,000 mを超える長大トンネルであり、全線開通以降は五反田出入口 - 大井JCT間で目黒川および京浜運河の下を通る水底トンネルとしての扱いも加わったことから、道路法により全区間で危険物積載車両の通行が禁止されている。

## 歴史
- 1992年 : 着工。
- 2007年12月1日 : BSデジタル放送局、BS11デジタルの開局記念特番『未来へのトンネル』の会場として使用される。
- 2007年12月22日 : 西新宿JCT - 熊野町JCT間 開通。
- 2008年 : 路内換気塔がグッドデザイン賞受賞[5]。
- 2010年3月28日 : 大橋JCT - 西新宿JCT間 開通。
- 2015年3月7日 : 大井JCT - 大橋JCT間 開通[6]。これにより全線開通。

## 設備
地底深くを通る長大トンネルであるため、下記のような防災・環境設備が設けられている。

### 管制関係
路側帯側に100m間隔で非常電話が設置され、管制室と連絡を取ることが出来る。また、100m間隔で監視カメラが設置され、管制室で常時トンネル内の状況を把握している。

### 消火設備
消火用の水スプリンクラー設備と、赤外線センサーを使用した自動火災検知機が25m間隔で設置されている。また、消火器・泡消火栓と押ボタン式火災報知機が、路側帯側に50m間隔で設置されている。なお、トンネル上部は摂氏1,200度まで対応できる耐火構造になっている。

### 避難設備
車道と区切られた避難通路と、350m以内毎に地上に避難できる非常口が設けられている。全線の7割にあたるシールドトンネル区間では、円形のトンネルの中央よりやや下に床を造り、走行車線としている。このため、床下の空間が平常時は給気ダクト、火災発生時には避難通路として用いられる。避難する際は、車道左側の路肩部分の非常口から避難通路へ降りる、らせん状の滑り台を用いる。この構成は、東京湾アクアラインと同一である。火災発生中もこの通路には外部から新鮮な空気が送られており、一旦避難した人がふたたび煙に巻かれないよう考慮されている。開削区間では、内外のトンネルの間の空間が避難通路となるため、車道右側に非常口が設置されている場合もある。シールド区間からの避難者もこの空間へ到達し、階段を登って地上の山手通りの中央分離帯へ脱出する。

### 換気設備
大橋JCT以北（中央環状新宿線）は横流方式を採用している。これは、車道と並行して給気・排気ダクトを設けて、トンネルの各所で同時に換気を行う方法である。これに対し、自動車の流れを利用して進行方向に空気を流し、ある場所で一気に排気する方法は縦流方式と呼ばれ、大橋JCT以南（中央環状品川線）で採用されている。排気口はトンネル天井部に10m間隔に、給気口は下部に設置されている。シールド工法区間ではトンネル底部、開削工法区間ではトンネル天井部に排気・給気ダクトを設ける。換気所は要町・中落合・上落合・東中野・本町・西新宿・代々木・神山町・大橋・中目黒・五反田・南品川・大井北の13か所に設置されており、浮遊粒子状物質 (SPM) を80%以上除去する機能を持った電気集塵機と、二酸化窒素を90%以上除去できる低濃度脱硝装置（松下エコシステムズ製）で浄化処理された排気を、消音装置を通した上で、高さ45mの排気塔から上空約100mに放出・拡散する。換気所で浄化処理された排気は山手通りの空気と比べて充分にクリーンであるため、排気塔を設けなくても大気汚染にはならない。にもかかわらず排気塔を設置した理由は、トンネル内の火災発生時には高温の煙をそのまま排気せざるを得ず、地上に排気口を設ければ地上での消火救援活動を阻害するばかりか、沿道にも多大な影響を与えるからである。しかし換気塔は目立つことから、中央環状新宿線の地下化が決定した後も一部沿線住民の反発を招き、威圧感を与えないデザインを考慮することになった。また夏期にはトンネル内の温度が上昇して40度近くになるケースもあることからドライミスト噴霧装置を数か所に設置し、換気運転とともにトンネル内の温度上昇の抑止に務めている。

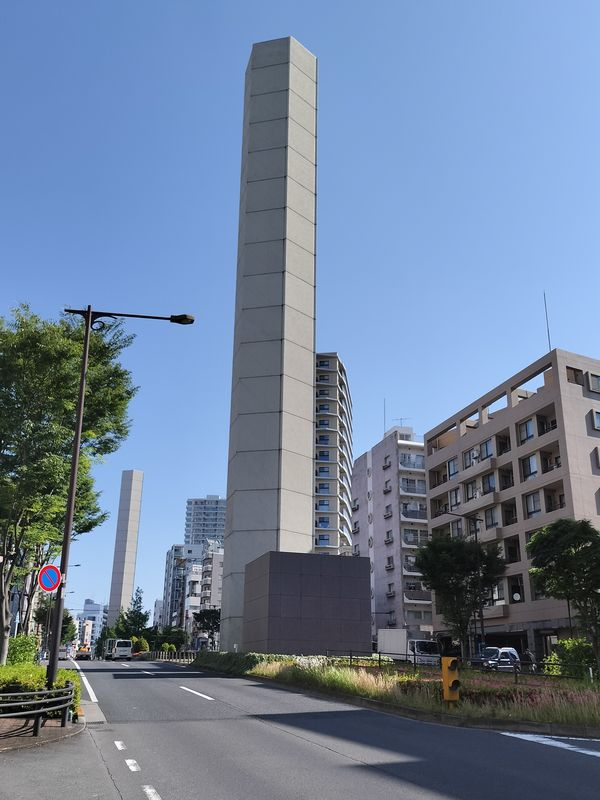
東中野換気所
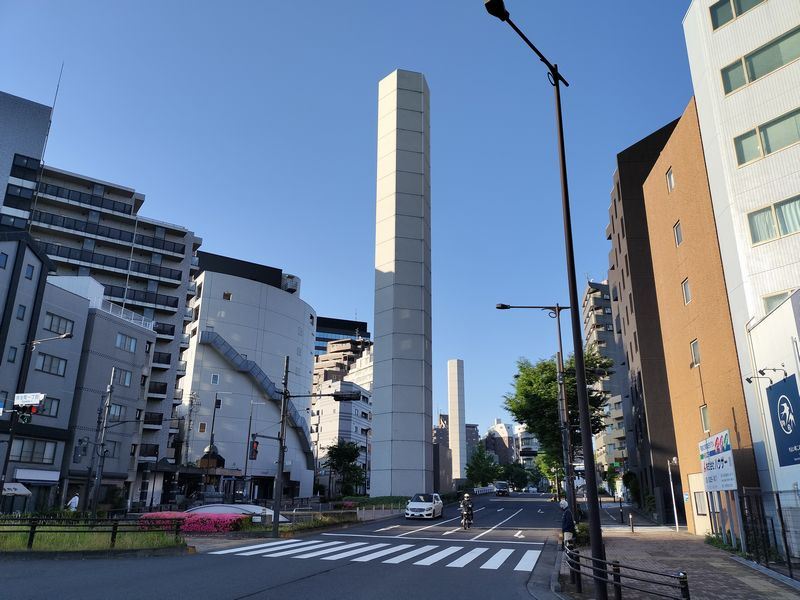
本町換気所
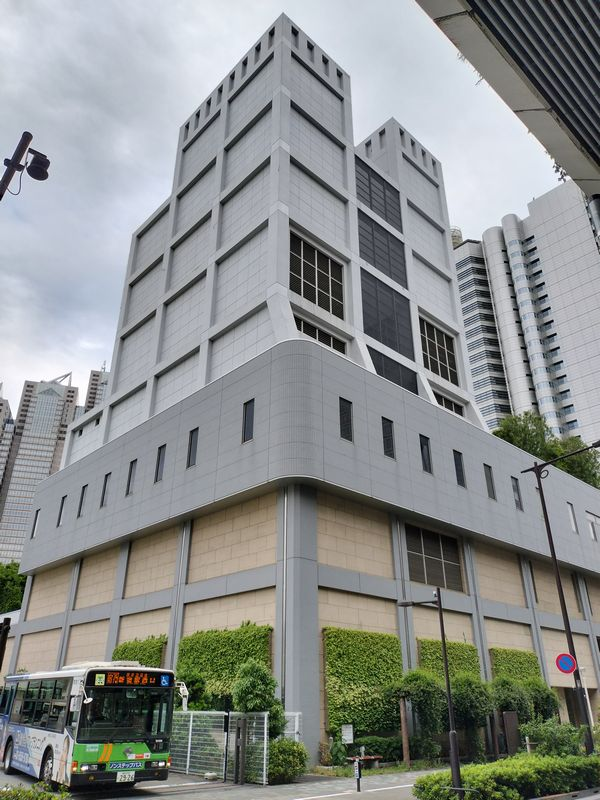
西新宿換気所（西側）。山手通りの脇にある。
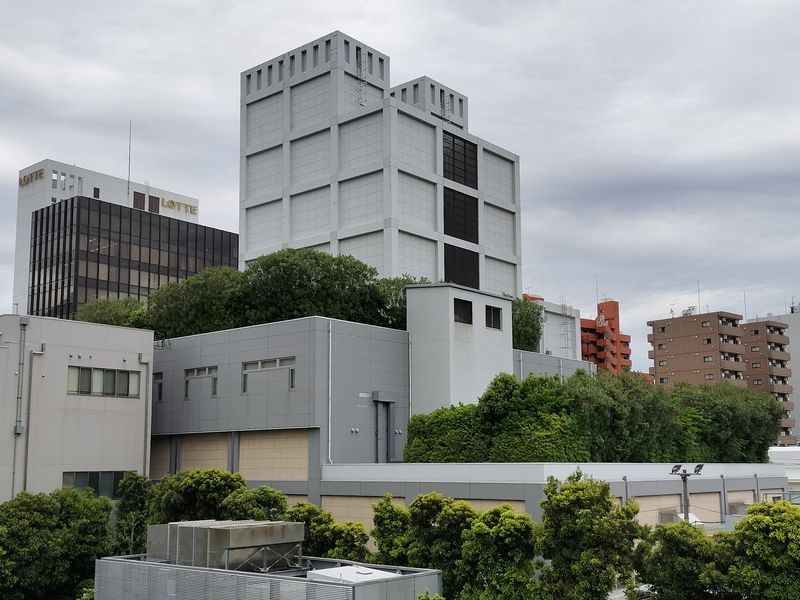
西新宿換気所（東側）。塔ではなく窓のないビルの形態。
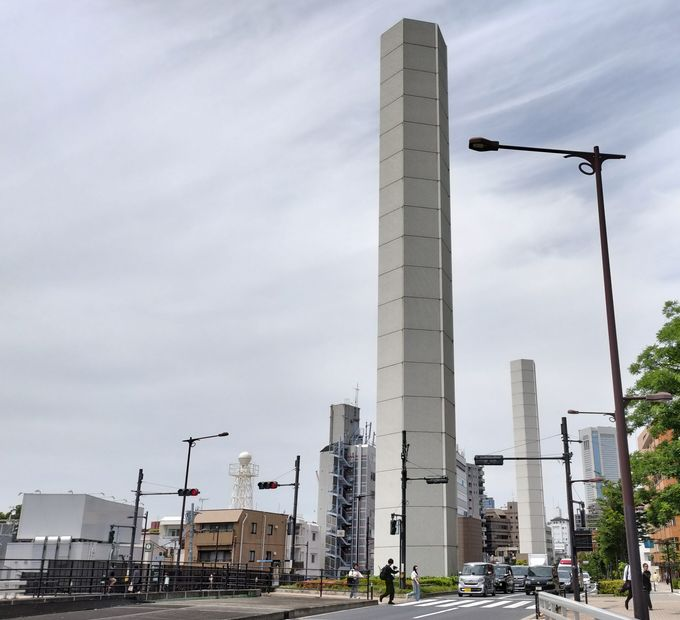
代々木換気所
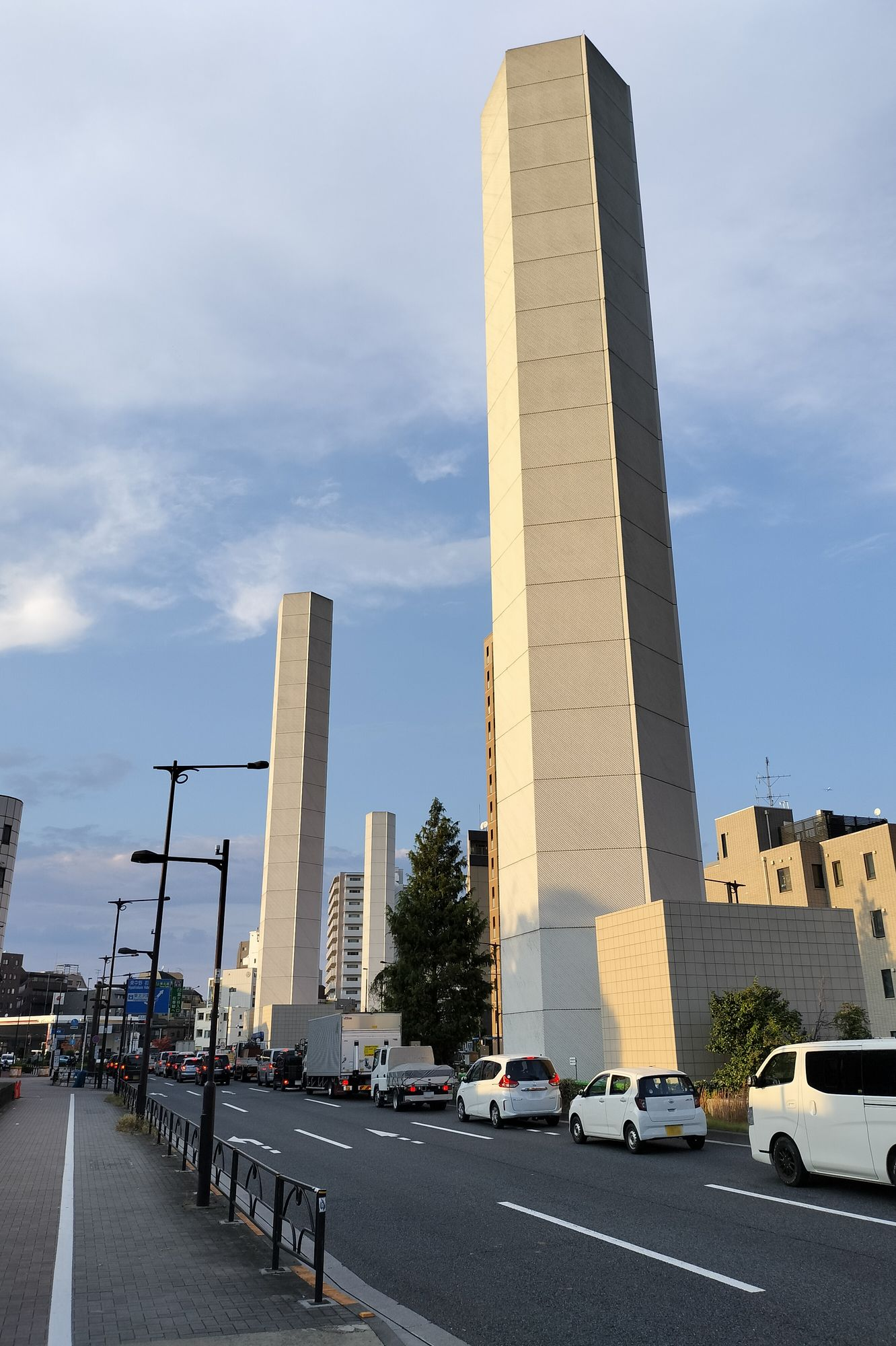
神山町換気所。排気塔が3本建つ。

## ランプ・ジャンクション
- 西池袋出入口
- 中野長者橋出入口
- 西新宿ジャンクション
- 初台南出入口
- 富ヶ谷出入口
- 大橋ジャンクション
- 五反田出入口

山手通りの中央分離帯に設置するため、五反田出入口を除き右側分合流である。一方、五反田出入口周辺区間では上下線のトンネル同士を立体交差させて位置を入れ替え、トンネルを右側通行としている（対向車線は見えないので、運転手が意識することはない）ので左側分合流になっている。東京外環自動車道東京区間のトンネルも、同様に右側通行とし、左側分合流とする予定である。

## 交差する地下構造物
- 山手トンネルより下側
  - 東京メトロ有楽町線
  - 東京メトロ副都心線
  - 都営地下鉄大江戸線 - 中井駅北側から西新宿五丁目駅西側にかけ、大江戸線が山手トンネルの下部に並行（後述）。
- 山手トンネルより上側
  - 東京メトロ東西線
  - 東京メトロ丸ノ内線
  - 京王線・京王新線
  - 東急田園都市線
  - 都営地下鉄浅草線
  - 東京臨海高速鉄道りんかい線

### 都営地下鉄大江戸線との関係
大江戸線は山手トンネル着工前に開業したが、現在は一部区間で並行している。この区間では、下部に大江戸線の単線トンネル2本、上部に山手トンネル2本と、4本のシールドトンネルが並ぶ。また並行区間にある中井駅・東中野駅・中野坂上駅は駅建設時に道路トンネル部分も同時建設しており、この区間は開削工法の箱形トンネルであるため、山手トンネルを走行する車からも容易に判別できる。駅部では、山手トンネル両方向の間の部分（中央分離帯に相当する部分）に、下部の大江戸線ホームと上部の改札階を結ぶエスカレーターやエレベーターが設置されている。エスカレーターからは、山手トンネルに相当する高さに、階高が高い部分があることを確認できる。
- 山手トンネルの施工上、難関だった工事が既存構造物の基礎を別の支持杭に受け替えるアンダーピニングを要する箇所であった。なかでも中野坂上交差点エリアの開削工法による延長約60 mの工事は完成まで10年を要する難工事として知られる。直上わずか2 mの位置に丸ノ内線が交差し、かつ直下6 mの位置に大江戸線が並走する[8]条件からシールドマシンによる掘削は適用できず、アンダーピニング工法により開削トンネルを掘ることとなった。丸ノ内線のトンネルから薬液を注入して地盤を強化するとともに丸ノ内線側面に沿って土留壁を施工[8]、続いて丸ノ内線のトンネル下部に受桁を通す導坑を手掘りし、通した受桁を大江戸線のシールドトンネルを避けて掘削した鋼製の支持杭で受け替えてから下部を開削するという繊細かつ大掛かりな工事であった。丸ノ内線トンネルの常時変状監視も功を奏し、上部構造物たる丸ノ内線トンネルの沈下量はわずか 1.2 mm程度に抑えられ[8]、丸ノ内線の運行に支障をきたすことなく工事は完了した。

## 主な事故・障害等
- 2016年4月6日 - 外回り西池袋出口付近で、軽自動車がエンジントラブルにより出火。トンネル内に煙が充満し、後続車両の運転手らが避難通路を利用して地上に避難する騒ぎとなった。なお消火、換気が速やかに行われ、出火から2時間半後には通行止めは解除されている[9]。
- 2018年1月22日 - 東京都区部を襲った平成30年の大雪の中、外回り西新宿ジャンクションの上り坂（勾配8%）でタイヤチェーンを装着していたトレーラーが動けなくなり、10時間以上にわたる大渋滞が発生。信号による山手トンネル流入抑止を行わなかったため、多くの車両がトンネル内で立往生し、乗員の一部は避難通路と避難階段を使い、地上へ避難した[10]。翌23日、石井啓一国土交通大臣は、閣議後の記者会見の中で他の首都高速道路で起きた滞留事故の検証や対応に言及し[11]、首都高速道路株式会社の宮田年耕社長が謝罪する事態となった。
- 2019年12月8日 - 朝7時30分頃、西新宿換気所から黒煙が上がった。原因は換気所の装置からの出火であった[12]。

## 関連作品
- 西澤丞著『首都高山手トンネル』求龍堂、2007年。 ISBN 9784763007254。
- 松岡圭祐『千里眼の復讐』〈クラシックシリーズ4〉 角川文庫、2008年。 ISBN 9784043836208。